# John Preskill

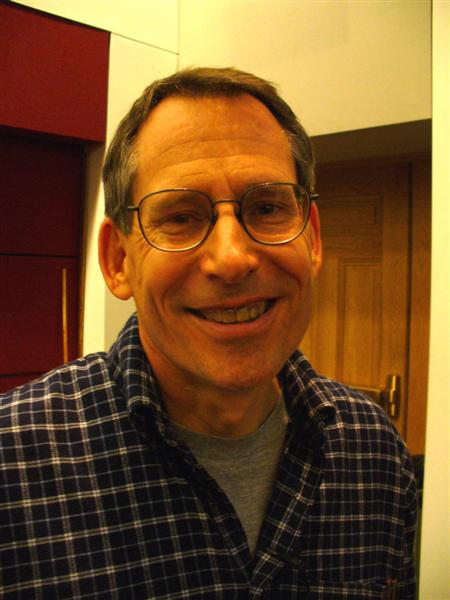
John Preskill

John Philipp Preskill (* 19. Januar 1953 in Highland Park, Illinois) ist ein US-amerikanischer theoretischer Physiker (Elementarteilchenphysik, Kosmologie, Quanteninformatik). Er ist Professor am California Institute of Technology.

## Leben
Preskill besuchte die High School in seinem Geburtsort (und war beim Abschluss 1971 Valedictorian), studierte Physik an der Princeton University mit dem Bachelor-Abschluss summa cum laude 1975 und an der Harvard University mit dem Master-Abschluss 1975 und der Promotion zum Ph.D. 1980 bei Steven Weinberg mit der Arbeit Unified Gauge Theories without Elementary Scalar Fields. Danach war er 1980/81 Junior Fellow in Harvard, wurde dort 1981 Assistant Professor und schließlich Associate Professor in Harvard. 1983 wurde er Associate Professor und 1990 Professor am CalTech. 2002 bis 2009 war er John D. McArthur Professor und ab 2010 Feynman Professor am Caltech. 2000 bis 2014 war er Direktor des Institute for Quantum Information, 2003 bis 2011 des Center for the Physics of Information und ab 2014 des Institute for Quantum Information and Matter.
John Preskill machte sich schon als Student 1979 einen Namen durch die Veröffentlichung eines Aufsatzes über die kosmologische Produktion schwerer magnetischer Monopole in Zusammenhang mit der Großen vereinheitlichten Theorie und wies nach, dass die Dichte der im frühen Universum produzierten schweren Monopole nach den gängigen kosmologischen Modellen so hoch war, dass dies Auswirkungen auf die Expansion und zum Beispiel die Helium-Produktion im frühen Universum gehabt hätte, die nicht beobachtet wurden (was bald darauf ein weiteres Argument für die Einführung der Inflation (Kosmologie) durch Alan Guth um 1980 war). Preskill wies schon darauf hin, dass die Monopolproduktion möglicherweise unterdrückt wäre, wenn statt eines Phasenübergangs 2. Ordnung ein solcher 1. Ordnung beim Urknall vorliegt, was bei den Inflationsmodellen der Fall ist. 1983 veröffentlichte er einen Aufsatz mit Frank Wilczek und Mark B. Wise, der die kosmologischen Auswirkungen von Axionen erkundete und diese als Kandidaten für Dunkle Materie vorschlug.
Einige Bekanntheit erlangten seine öffentlichen Wetten mit Stephen Hawking und Kip Thorne über das Informationsparadoxon Schwarzer Löcher. Später befasste er sich mit Quanteninformationstheorie und Quantencomputern. Er hält seit 1997 regelmäßig Vorlesungen über Quanteninformationstheorie am Caltech (teilweise mit Alexei Jurjewitsch Kitajew).
1991 wurde er Fellow der American Physical Society. 2014 wurde er in die National Academy of Sciences gewählt. Preskill hielt die Gibbs Lecture 2017. 2024 erhielt er den John Stewart Bell Prize.
1982 bis 1986 war er Sloan Research Fellow und 1984 bis 1989 Presidential Young Investigator der National Science Foundation.
Er ist seit 1975 verheiratet und hat zwei Kinder.

## Schriften
- Magnetic Monopoles. In: Annual Review Nucl. Part. Sci. Band 34, 1984, S. 461–530, doi:10.1146/annurev.ns.34.120184.002333.
- Monopoles and Vortices. In: P. Ramond, R. Stora (Hrsg.): Les Houches Summer School Proceedings. Band 44. North-Holland, 1987, ISBN 0-444-87026-1, S. 235–337.